# Quebec WCT 1972
Il Quebec WCT 1972 è stato un torneo di tennis. È stata la 2ª edizione del torneo, che fa parte del World Championship Tennis 1972. Il torneo si è giocato a Quebec in Canada dal 9 al 16 aprile 1972.

## Campioni

### Singolare maschile
Marty Riessen ha battuto in finale  Rod Laver con il punteggio di 7–5, 6–2, 7–5

### Doppio maschile
Bob Carmichael /  Ray Ruffels hanno battuto in finale  Terry Addison /  John Alexander con il punteggio di 4–6, 6–3 7–5